# Chanéaz
Chanéaz (toponimo francese) è una frazione di 107 abitanti del comune svizzero di Montanaire, nel Canton Vaud (distretto del Gros-de-Vaud).

## Storia

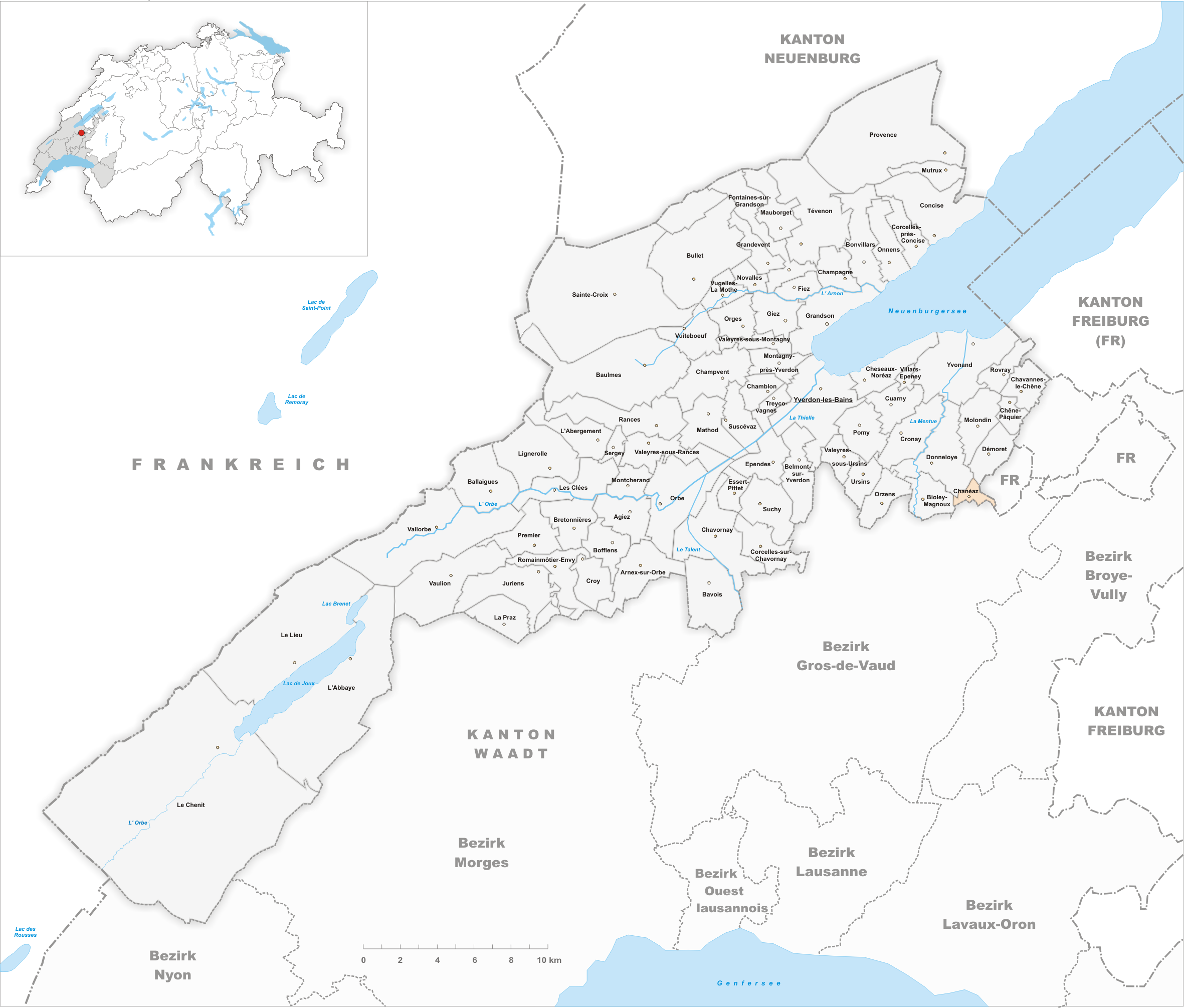
Il territorio del comune di Chanéaz prima degli accorpamenti comunali del 2013

Già comune autonomo che si estendeva per 1,39 km² e che apparteneva al distretto del Jura-Nord vaudois, nel 2013 è stato accorpato agli altri comuni soppressi di Chapelle-sur-Moudon, Correvon, Denezy, Martherenges, Neyruz-sur-Moudon, Peyres-Possens, Saint-Cierges e Thierrens per formare il nuovo comune di Montanaire.

### Simboli
Lo stemma del comune di Chanéaz era stato adottato nel 1905 e la quercia raffigurata nello scudo (chêne in francese) rimandava al nome del villaggio.

## Società

### Evoluzione demografica
L'evoluzione demografica è riportata nella seguente tabella:
Abitanti censiti

## Amministrazione
Ogni famiglia originaria del luogo fa parte del cosiddetto comune patriziale e ha la responsabilità della manutenzione di ogni bene ricadente all'interno dei confini della frazione.